# Formalisme
Pour le principe juridique, voir Formalisme en droit civil.
 (juin 2012).
 (août 2008).
Si vous disposez d'ouvrages ou d'articles de référence ou si vous connaissez des sites web de qualité traitant du thème abordé ici, merci de compléter l'article en donnant les références utiles à sa vérifiabilité et en les liant à la section « Notes et références ».
Le formalisme, du latin forma, « forme », est un concept esthétique. Il désigne :
- les mouvements littéraires et artistiques mettant l'accent sur « la forme plutôt que sur le fond » (par exemple dans la doctrine de l'art pour l'art). En musique, certaines écoles stylistiques se sont appuyées plutôt sur des formes prédéfinies alors que d'autres créaient un style musical plus personnel à partir même du matériau sonore (voir notamment la controverse entre sérialistes et spectraux) ;
- une adhésion excessive aux formes artistiques en opposition au naturalisme ou au réalisme (connotation péjorative) ;
- par extension, l'adoption de formes abstraites, éloignées de leur sujet réel, dans d'autres disciplines ;
- en linguistique, une approche théorique considérant le langage comme un système de formes plutôt qu'une matière propre. Cette approche a été popularisée par le groupe des formalistes russes et a largement inspiré le structuralisme.

Réfléchissant sur la révolte de l'artiste contre le réel, Albert Camus a montré que si le refus du réel est total, « la réalité est expulsée dans son entier et nous obtenons des œuvres purement formelles. » Or, « aucun art ne peut refuser absolument le réel... Le formalisme peut parvenir à se vider de plus en plus de contenu réel, mais une limite l'attend toujours... Le vrai formalisme est silence. De même, le réalisme ne peut se passer d'un minimum d'interprétation et d'arbitraire ».
Selon Klages, le formalisme est « la pensée par signes purs. » Cette définition, au début du XXe siècle, anticipe la meilleure illustration du langage formaliste, la programmation informatique, dont les termes récurrents, protocoles, commandes, routines, séquences, n'admettent aucune approximation.

## Le formalisme philosophique
Le formalisme remonte à Aristote qui, dans l'Antiquité, a posé la première distinction fondamentale, à savoir que toute chose comporte deux composantes : forme et matière. La forme est reconnaissable par la pensée alors que la matière est la composante concrète. Cette opposition forme/matière s'est transposée au cours de l'histoire sous différents concepts complémentaires selon les époques : esprit/corps ; universaux/chose concrète ; signifiant/signifié : vérité/réalité ; etc.
La notion de formalisme est souvent associée à la philosophie, mais surtout aux mathématiques et remonterait au XVIIe siècle : Descartes invente la géométrie analytique et Leibniz jette les bases de la logique formelle.
Dans un article intitulé "L'héritage méthodologique du formalisme", Tzvetan Todorov commente l'apport du courant d'études littéraires dit "formalisme russe" qui se développa en Russie dans les années 1915-1930.

## Le formalisme mathématique
Un formalisme est un système formel composé d'un langage formel et d'une sémantique représentée par un système déductif ou calculatoire.
Un formalisme a pour objectif de représenter de manière non-ambiguë un objet d'étude en science.
Les formalismes sont très courants en mathématique, logique mathématique ou en informatique théorique, par exemple.

## Les autres aspects du formalisme contemporain
Cet encodage formaliste de la pensée affecte de nombreux aspects de la vie moderne ; outre la place des technologies numériques, qui en sont l'illustration la plus concrète, un arsenal de chiffres sont couramment utilisés pour décrypter la société humaine : quotient intellectuel, PIB, taux de natalité, sondages, dont le versant formaliste peut être critiqué, notamment dans les choix de gestion économiques.
Joseph E. Stiglitz a critiqué l'idéologie formaliste du FMI et de la Banque Mondiale, qui ne concèdent des prêts aux pays en développement que sous caution de critères formels de taux d'inflation, taux de croissance et autres paramètres qui conviennent rarement à la diversité des économies concernées. La crise asiatique de 1997 serait une conséquence de l'application de cette politique formaliste dans les pays d'Asie du Sud-Est. Cet économiste dénonce aussi la libéralisation des marchés financiers, où, sémiologiquement parlant, le signe — cotes de bourse — a plus d'importance que le signifié — industries dans leur contexte socio-politique. Cette acception du formalisme trouve également un écho dans le concept deleuzien de déterritorialisation.